# The Awakening (EP)
The Awakening é o quarto extended play (EP) do girl group sul-coreano GFriend. O EP foi lançado digital e fisicamente pela Source Music em 6 de março de 2017 e distribuída pela LOEN Entertainment. O álbum consiste em 6 faixas, incluindo o single "Fingertip".
O EP chegou ao topo do Gaon Album Chart e na quinta posição no World Albums US da Billboard, além de ter vendido mais de 75,000 cópias físicas em território sul-coreano.

## Performance comercial
The Awakening debutou e chegou ao topo do Gaon Album Chart, na tabela datada entre 5 e 11 de março de 2017. O EP se posicionou na quinta posição na tabela para o mês de março de 2017, com 64,802 cópias vendidas. O EP vendeu mais de 73,492 cópias até abril de 2017. O EP também debutou na quinta posição no World Albums US da Billboard, como a melhor estreia ranqueada na semana que terminou em 25 de março de 2017.
4 faixas do EP entraram no Gaon Digital Chart na primeira semana: "Fingertip" na segunda posição, "Hear the Wind Sing" na posição 34, "Rain in the Spring Time" na posição 94 e "Please Save My Earth" na posição 99.

## Lista de faixas
| N.º            | Título                                                               | Arranjo        | Duração |  |
| 1.             | "Hear the Wind Sing" (바람의 노래; Baramui Norae)                    | Megatone Ferdy | 3:35    |  |
| 2.             | "Fingertip"                                                          | Iggy Youngbae  | 3:30    |  |
| 3.             | "Contrail" (비행운:飛行雲; Bihaengun)                                | Brian Choi 220 | 3:36    |  |
| 4.             | "Please Save My Earth" (나의 지구를 지켜줘; Naui Jigureul Jikyeojwo) | MIO            | 3:11    |  |
| 5.             | "Rain In the Spring Time" (봄비; Bombi)                              | Erik Lidbom    | 3:28    |  |
| 6.             | "Crush" (핑; Ping)                                                   | e.one          | 3:22    |  |
| Duração total: | Duração total:                                                       | Duração total: | 20:42   |  |

## Desempenho nas tabelas musicais

### Posições
| Tabela musical (2017)               | Melhor posição |
| ----------------------------------- | -------------- |
| Japão (Oricon)                      | 18             |
| Coreia do Sul (Gaon Album Chart)    | 1              |
| Taiwan (Five Music)                 | 2              |
| Estados Unidos (World Albums Chart) | 5              |

### Vendas
| País                       | Vendas |
| -------------------------- | ------ |
| Coreia do Sul (Gaon Chart) | 75,363 |
| Japão (Oricon)             | 1,270  |

## Prêmios e indicações

### Premiações
| Ano  | Premiação               | Nomeação      | Categoria             | Resultado |
| ---- | ----------------------- | ------------- | --------------------- | --------- |
| 2018 | Gaon Chart Music Awards | Fingertip     | Música do Ano (Março) | Indicado  |
| 2018 | Golden Disc Awards      | The Awakening | Disk Bonsang          | Indicado  |

### Programas musicais
| Música      | Programa musical | Data                |
| ----------- | ---------------- | ------------------- |
| "Fingertip" | The Show         | 14 de março de 2017 |
| "Fingertip" | The Show         | 11 de abril de 2017 |

## Histórico de lançamento
| País          | Data               | Formato              | Gravadora             |
| ------------- | ------------------ | -------------------- | --------------------- |
| Coreia do Sul | 6 de março de 2019 | Download digital, CD | Source Music, Kakao M |
| Mundo         | 6 de março de 2019 | Download digital, CD | Source Music, Kakao M |